# Бюргановский, Илья Савельевич
Илья Савельевич Бюргановский (1858—1896) — чувашский просветитель и педагог, священник.

## Биография
Родился в 1858 году в селе Бюрганы в семье чувашей. Учился в частной школе для чувашей, основанной И. Я. Яковлевым, в 1877 году окончил Казанскую инородческую учительскую семинарию. После окончания семинарии работал учителем в Городищи Симбирской губернии, а в 1878 году по представлению И. Я. Яковлева (в то время инспектора чувашских школ Казанского учебного округа) был направлен в только что открытое в чувашском селе Сиктерме одноклассное начальное народное училище. Помимо преподавания на собственные средства закупил учебные пособия и принадлежности, а также вёл просветительскую деятельность среди крестьян и составлял от их имени прошения.
С 1882 года работал под руководством И. Я. Яковлева в Симбирской центральной чувашской школе преподавателем начального училища. Бюргановский помогал Яковлеву в развитии чувашской культуры и просвещения, в частности занимался переводами на чувашский язык произведений русской литературы, писал тексты для чтения для букварей (кроме того, известно, что в одно из изданий чувашского букваря Яковлев включил сочинение Бюргановского-ученика «Как я научился креститься»), а издание букваря, выпущенное в 1884 году, было подготовлено им совместно с П. Васильевым (также преподавателем Симбирской чувашской школы). В 1883 году в качестве методиста принимал участие в работе одного из первых в губернии уездных учительских съездов — съезда учителей Чебоксарского уезда, где прочитал доклады о преподавании письма и арифметики.
Позднее стал священником: служил дьяконом в селах Средние Тимерсяны (где смог укрепить позиции христианства, в частности только при нём прекратилось исполнение населением языческих обрядов) и Богдашкино. В последнем способствовал открытию в 1888 году церковно-приходской школы, а также внёс денежный вклад в строительство церкви. Умер там же в 1896 году, по некоторым сведениям был отравлен недоброжелателями.

## Семья
Был женат на Анисье Игнатьевне Бюргановской (1861—1930), имел шестерых детей.